# Château de Bueren
Pour les articles homonymes, voir Bueren.
Le château de Bueren est un château situé dans la commune belge de Melle.

## Histoire
Le château appartient à Jean-Baptiste Baut de Rasmon en 1748, dont la fille le vendit à un sieur Borluut dont héritèrent les Kervyn. Le comte Christophe de Bueren, colonel et gouverneur de la citadelle de Tournai, l'acquiert en 1771. Son arrière petit-fils, le comte Léonce de Bueren, gendre de Frédéric Fortamps, en hérite.

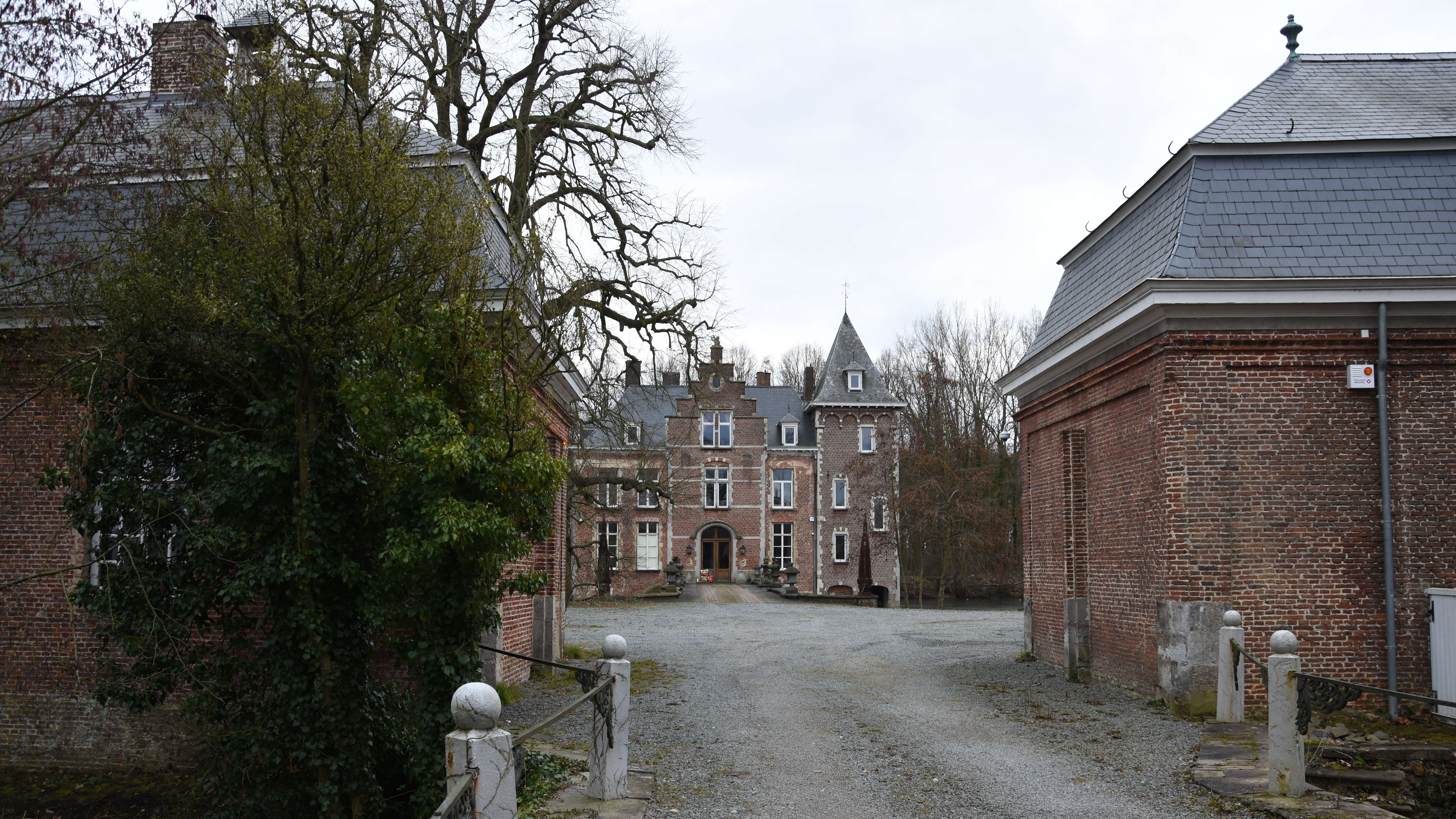
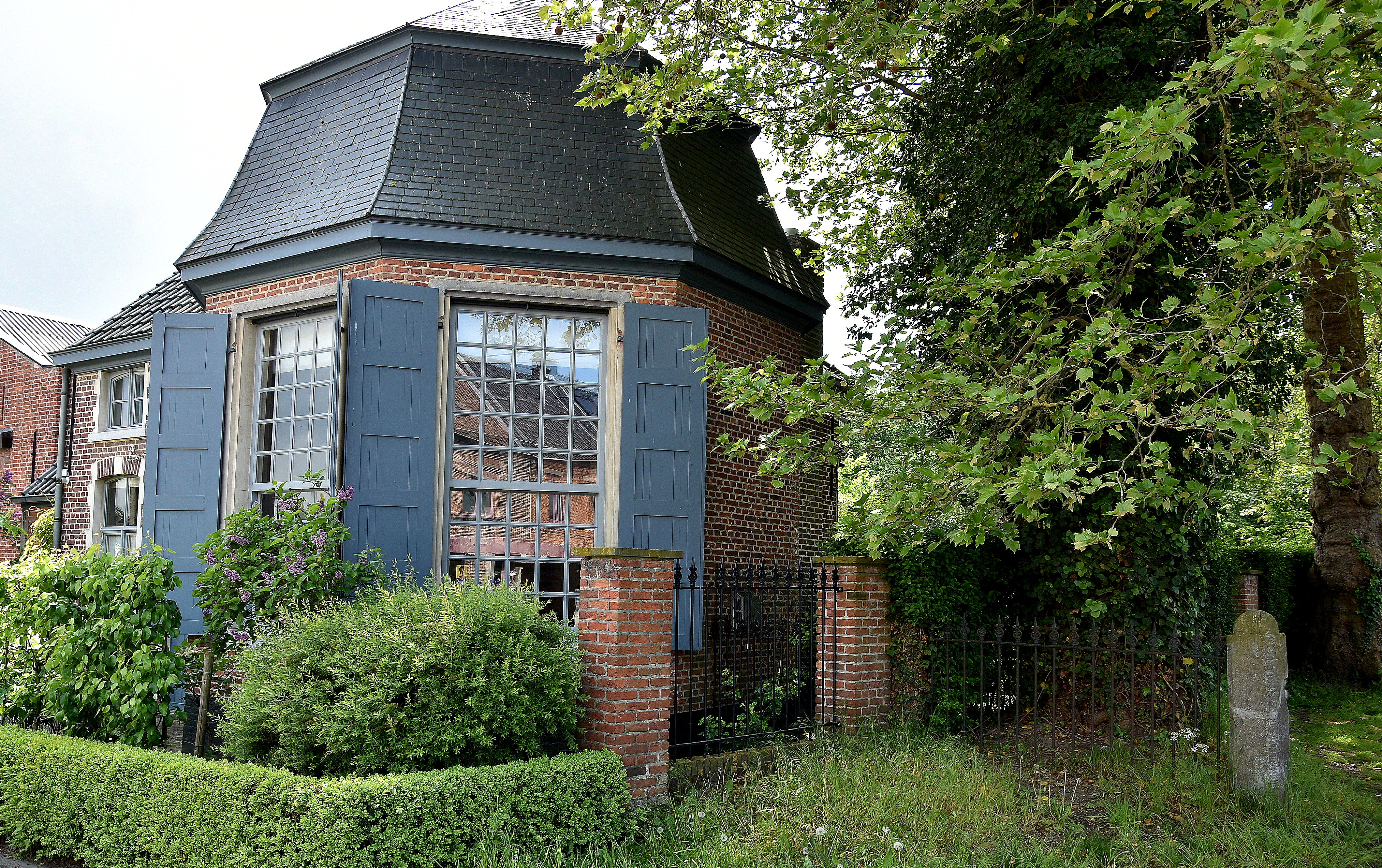
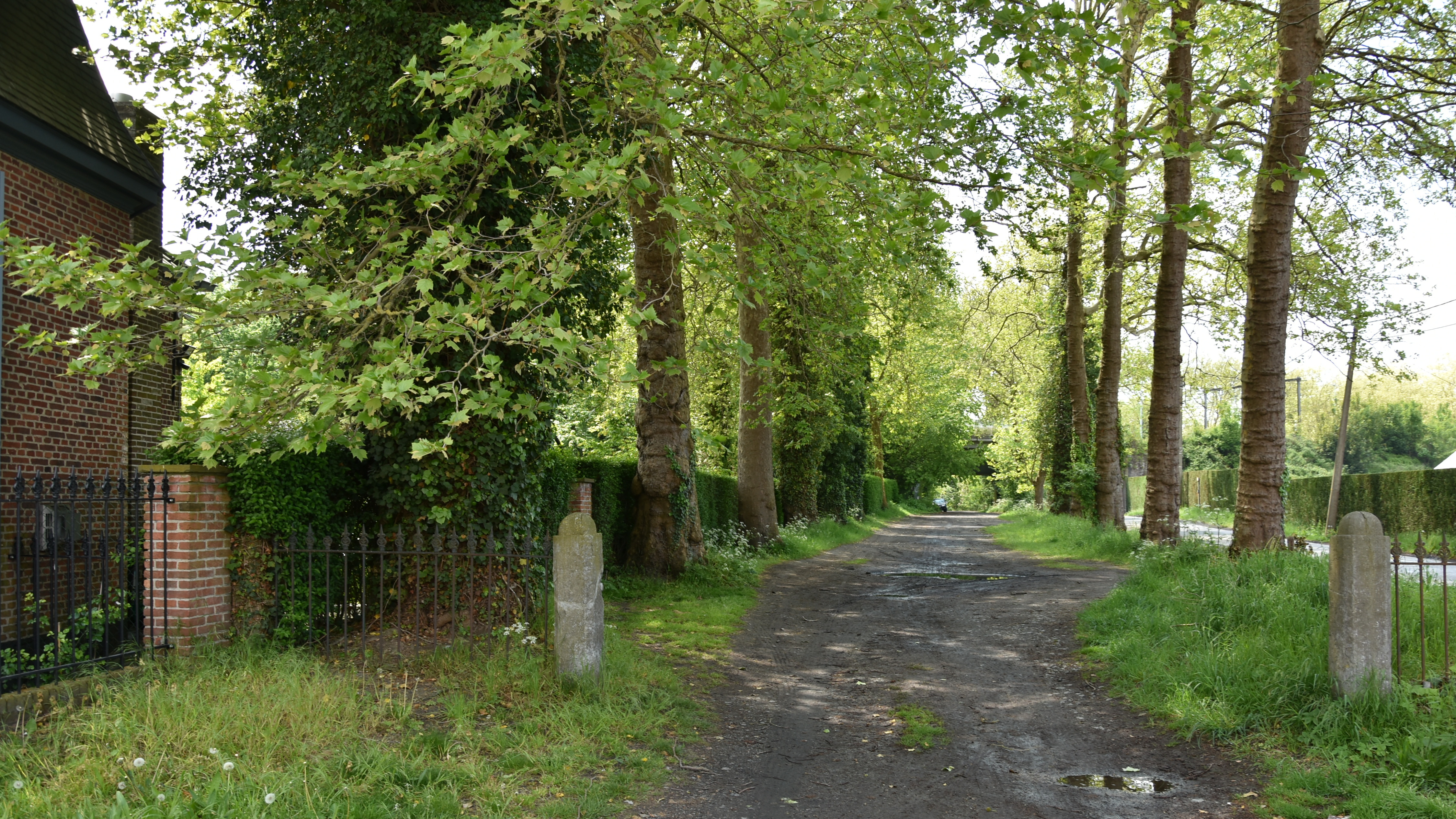